# Shinjuku Mitsui Building

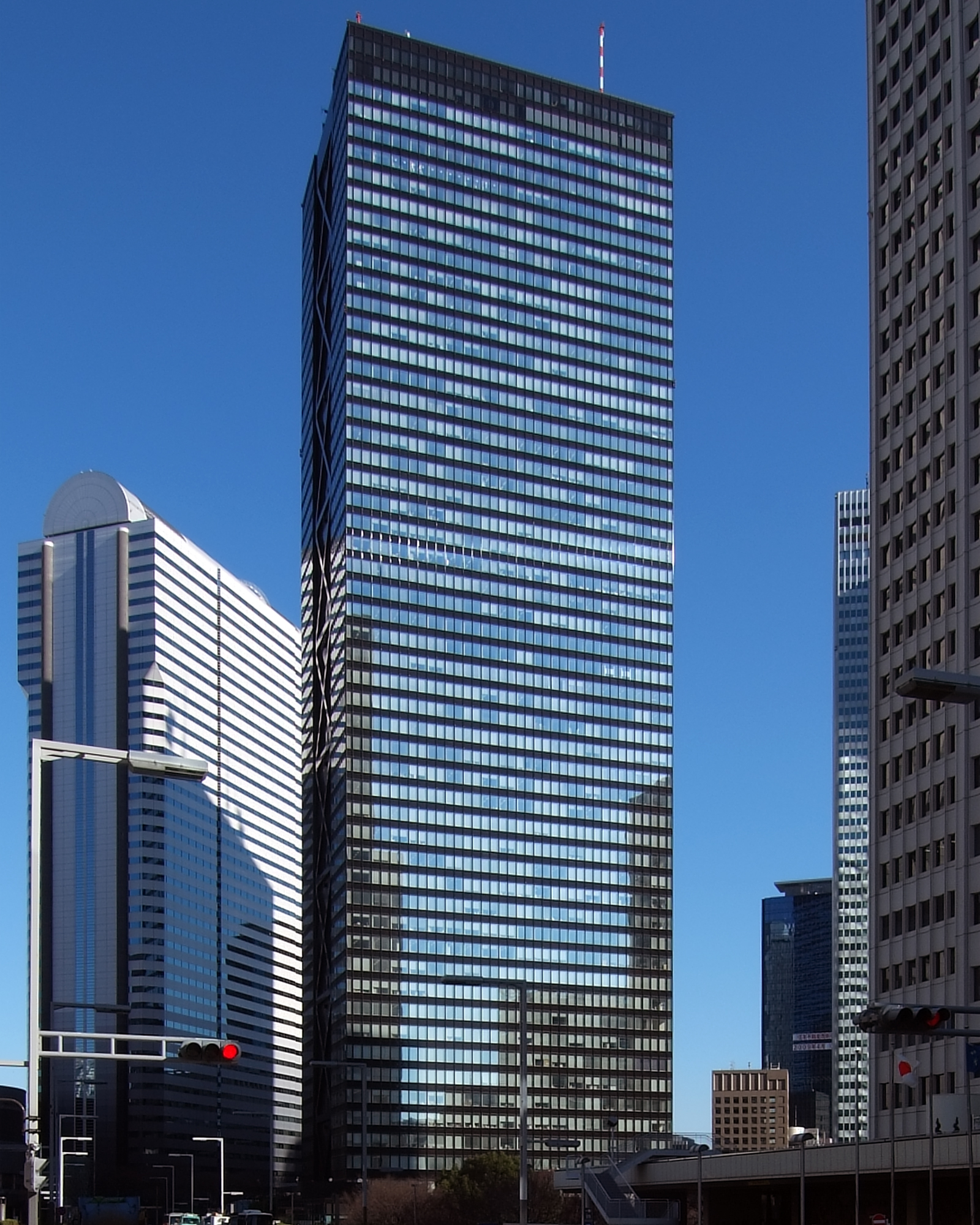
Shinjuku Mitsui Building - 2009

Shinjuku Mitsui Building é um arranha-céu, actualmente é o 177º arranha-céu mais alto do mundo, com 225 metros (738 ft). Edificado na cidade de Tóquio, Japão, foi concluído em 1974 com 55 andares.